# Alicia Monson
Alicia Monson (* 13. Mai 1998 in Amery, Wisconsin) ist eine US-amerikanische Leichtathletin, die sich auf den Langstreckenlauf spezialisiert hat.

## Sportliche Laufbahn
Alicia Monson besuchte von 2016 bis 2019 die University of Wisconsin–Madison und qualifizierte sich 2021 im 10.000-Meter-Lauf für die Olympischen Sommerspiele in Tokio, bei denen sie in 31:21,36 min den 13. Platz belegte. Im Jahr darauf startete sie im 3000-Meter-Lauf bei den Hallenweltmeisterschaften in Belgrad und klassierte sich dort mit 8:46,39 min auf dem siebten Platz. Im Juli gelangte sie bei den Weltmeisterschaften in Eugene mit 30:59,85 min auf Rang 13 und anschließend wurde sie bei der Athletissima in Lausanne in 8:26,81 min Zweite über 3000 Meter. 2023 belegte sie bei den Weltmeisterschaften in Budapest in 31:32,29 min den fünften Platz über 10.000 Meter und gelangte über 5000 Meter mit 15:04,08 min im Finale auf Rang 14.

## Persönliche Bestleistungen
- 1500 Meter: 4:07,09 min, 3. Juni 2021 in Portland
  - 1500 Meter (Halle): 4:06,38 min, 28. Januar 2023 in New York City
- 3000 Meter: 8:26,81 min, 26. August 2022 in Lausanne
  - 3000 Meter (Halle): 8:25,05 min, 11. Februar 2023 in New York City (Nordamerikarekord)
- 2 Meilen: 10:28,69 min, 20. Juni 2015 in Greensboro
- 5000 Meter: 14:19,45 min, 23. Juli 2023 in London (Nordamerikarekord)
  - 5000 Meter (Halle): 15:31,26 min, 8. März 2019 in Birmingham
- 10.000 Meter: 30:03,82 min, 4. März 2023 in San Juan Capistrano (Nordamerikarekord)